# Лисково (Західнопоморське воєводство)
Лиско́во (пол. Łyskowo) — село в Польщі, у гміні Пелчиці Хощенського повіту Західнопоморського воєводства.
Населення — 105 осіб (2011).
У 1975—1998 роках село належало до Гожовського воєводства.

## Демографія
Демографічна структура станом на 31 березня 2011 року:
|          | Загалом | Допрацездатний вік | Працездатний вік | Постпрацездатний вік |
| -------- | ------- | ------------------ | ---------------- | -------------------- |
| Чоловіки | 48      | 14                 | 32               | 2                    |
| Жінки    | 57      | 17                 | 33               | 7                    |
| Разом    | 105     | 31                 | 65               | 9                    |